# جاسمین جسیکا آنتونی
جاسمین جسیکا آنتونی (انگلیسی: Jasmine Jessica Anthony؛ زادهٔ ۲۸ اکتبر ۱۹۹۶) یک هنرپیشه اهل ایالات متحده آمریکا است.

## گزیده فیلمشناسی
از فیلم‌ها یا برنامه‌های تلویزیونی که وی در آن نقش داشته‌است می‌توان به آثار زیر اشاره کرد.
- اگه می‌تونی منو بگیر (فیلم ۲۰۰۲) (۲۰۰۲)
- ۱۴۰۸ (فیلم) (۲۰۰۷)
- پیشتازان فضا: انترپرایز (۲۰۰۵)
- مانک (۲۰۰۵)
- متوسط (مجموعه تلویزیونی) (۲۰۰۷)
- نام من ارل است (۲۰۰۷)
- بتی بی‌ریخته (۲۰۰۷)